# Station Helmond 't Hout
Station Helmond 't Hout is een station in de stad Helmond aan de lijn Eindhoven - Venlo. Het station werd in 1992 als derde station van Helmond geopend voor inwoners van de Helmondse wijken 't Hout (Mierlo-Hout) en Stiphout.
Het station werd geopend in 1992 en is een voorbeeld van een voorstadshalte en is ontworpen door ir. C.M. Laboyrie. Er is een onbewaakte fietsenstalling met fietskluizen aanwezig. In de oude hal, waar vroeger kaartverkoop plaatsvond, bevindt zich nu horeca. 

## Verbindingen
De volgende treinseries halteren in de dienstregeling 2025 te Helmond 't Hout:
| Serie | Treinsoort    | Route                                                                            | Bijzonderheden |
| ----- | ------------- | -------------------------------------------------------------------------------- | --- |
| 4400  | Sprinter (NS) | Oss – 's-Hertogenbosch – Eindhoven Centraal – Helmond 't Hout – Helmond – Deurne | Rijdt in de ochtendspits van maandag t/m donderdag twee ritten van/naar Oss, waarbij richting Oss non-stop wordt gereden tussen 's-Hertogenbosch en Oss. |
| 14400 | Sprinter (NS) | Eindhoven Centraal – Helmond 't Hout – Helmond – Deurne                          | Rijdt alleen op woensdag- en donderdagavond na 23:00 als vervanging van sprinter 4400 en alleen richting Deurne.                                         |

## Ontwikkeling aantal reizigers
Het aantal door NS vervoerde reizigers (per gemiddelde werkdag) ontwikkelde zich sedert 2019 als volgt:
| Jaar | Aantal reizigers |
| ---- | ---------------- |
| 2019 | 1.459            |
| 2020 | 657              |
| 2021 | 724              |
| 2022 | 1.017            |
| 2023 | 1.178            |
| 2024 | 1.157            |

## Afbeeldingen

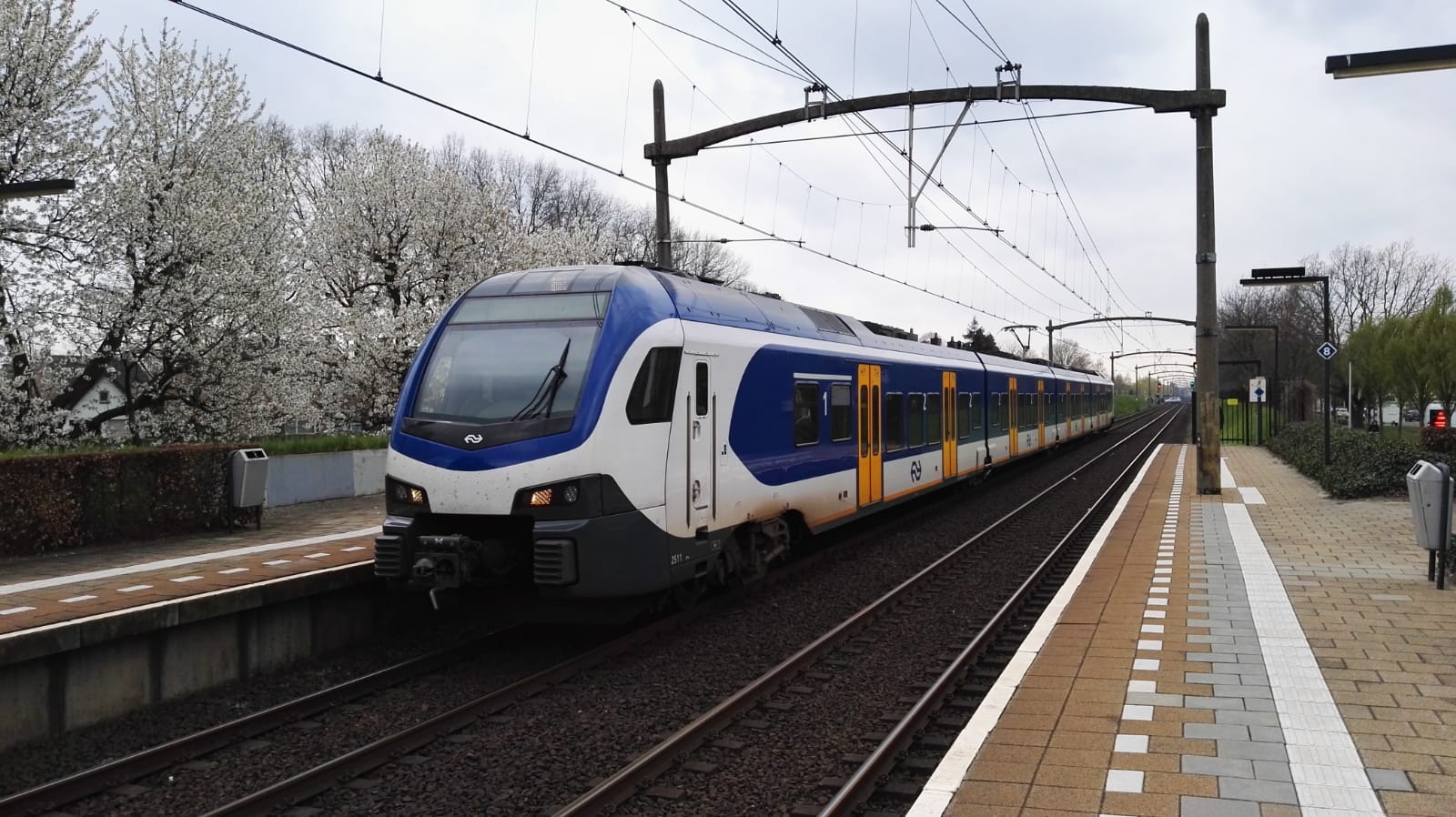
NS FLIRT op het station
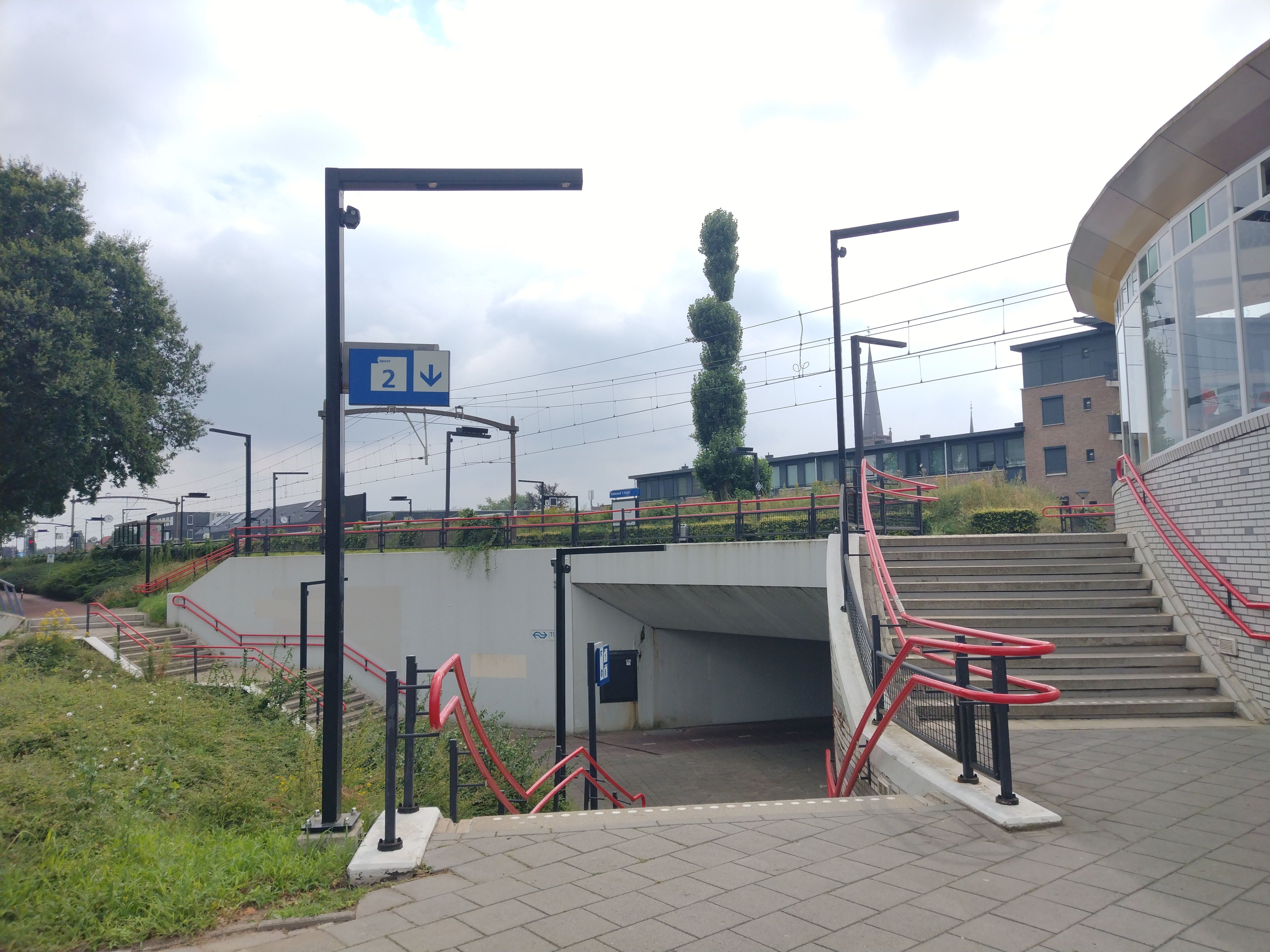
Trappen naar de tunnel onder de sporen en naar het perron
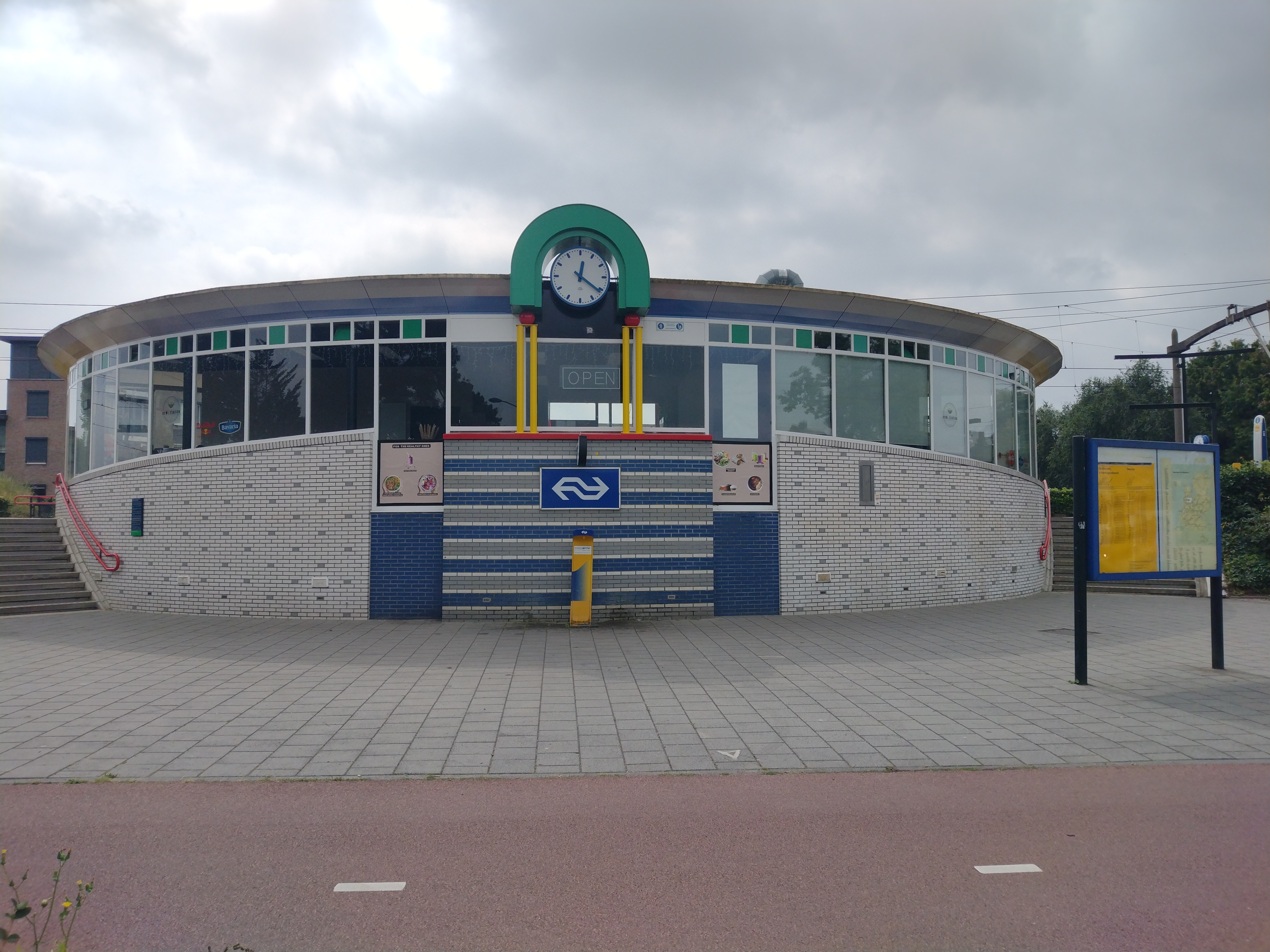
Stationsgebouw

Bergen op Zoom · 
Best · 
Boxmeer · 
Boxtel · 
Breda · 
-Prinsenbeek · 
Cuijk · 
Deurne · 
Eindhoven:
-Centraal · 
-Stadion · 
-Strijp-S ·
Etten-Leur · 
Geldrop · 
Gilze-Rijen · 
Heeze · 
Helmond · 
-Brandevoort ·
-Brouwhuis · 
-'t Hout · 
's-Hertogenbosch · 
-Oost · 
Lage Zwaluwe · 
Maarheeze · 
Oisterwijk · 
Oss ·
-West · 
Oudenbosch · 
Ravenstein · 
Roosendaal · 
Rosmalen · 
Tilburg · 
-Reeshof · 
-Universiteit · 
Vierlingsbeek · 
Vught · 
Zevenbergen
Voormalige stations: zie de lijst van voormalige spoorwegstations in Noord-Brabant